# Fusigobius humeralis
Fusigobius humeralis là một loài cá biển thuộc chi Fusigobius trong họ Cá bống trắng. Loài này được mô tả lần đầu tiên vào năm 2001.

## Từ nguyên
Tính từ định danh humeralis trong tiếng Latinh có nghĩa là “ở cánh tay”), hàm ý đề cập đến đốm đen ở vùng vây ngực của loài cá này.

## Phân bố và môi trường sống
Từ Comoros và Maldives, F. humeralis có phân bố trải dài về phía đông đến quần đảo Société, ngược lên phía bắc tới quần đảo Ryukyu (Nhật Bản), xa về phía nam đến Úc (gồm cả đảo Giáng Sinh và rạn san hô Ashmore) và Nouvelle-Calédonie. Ở Việt Nam, F. humeralis được ghi nhận tại vịnh Nha Trang. Quần thể được cho là F. humeralis ở Biển Đỏ thực ra là Fusigobius humerosus, một loài mới được mô tả gần đây.
F. humeralis sống trên nền cát và đá vụn, được tìm thấy ở độ sâu đến ít nhất là 30 m.

## Mô tả
Chiều dài chuẩn lớn nhất được ghi nhận ở F. humeralis là 4,4 cm. Cá trong mờ với các đốm nhỏ màu vàng cam sẫm trên đầu và thân (các đốm trên đầu xếp thành hàng xiên). Một đốm đen tròn có kích thước bằng hoặc lớn hơn đồng tử ở ngay phía trên gốc vây ngực, đốm đen thứ hai có cùng kích thước ở giữa gốc vây đuôi.
Số gai ở vây lưng: 7; Số tia ở vây lưng: 9; Số gai ở vây hậu môn: 1; Số tia ở vây hậu môn: 8; Số tia ở vây ngực: 17–19.